# Battistini
Battistini är en station på Roms tunnelbanas Linea A. Stationen är belägen i korsningen mellan Via Mattia Battistini och Via Ennio Bonifazi i stadsdelen (quartiere) Primavalle i västra Rom. Stationen, som är anpassad för funktionshindrade personer, togs i bruk den 1 januari 2000.
Stationen Battistini har:
- Bemannade biljettluckor
- Biljettautomater
- WC
- Pendelparkering
- Rulltrappor

## Kollektivtrafik
- Busshållplatser för ATAC

## Omgivningar
- Via Boccea
- Forte Boccea
- Kyrkan Santa Sofia a Via Boccea